# 圣华楞定圣殿

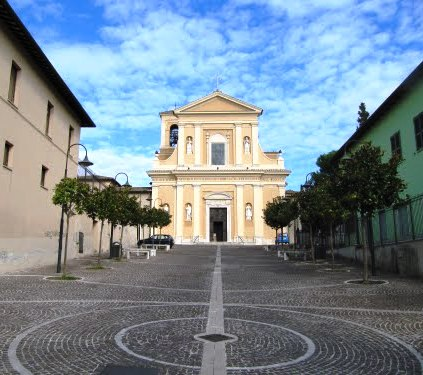

圣华楞定圣殿（Basilica - Santuario di San Valentino Vescovo e Martire）是一座罗马天主教宗座圣殿，位于意大利翁布里亚大区特尔尼，

## Storia

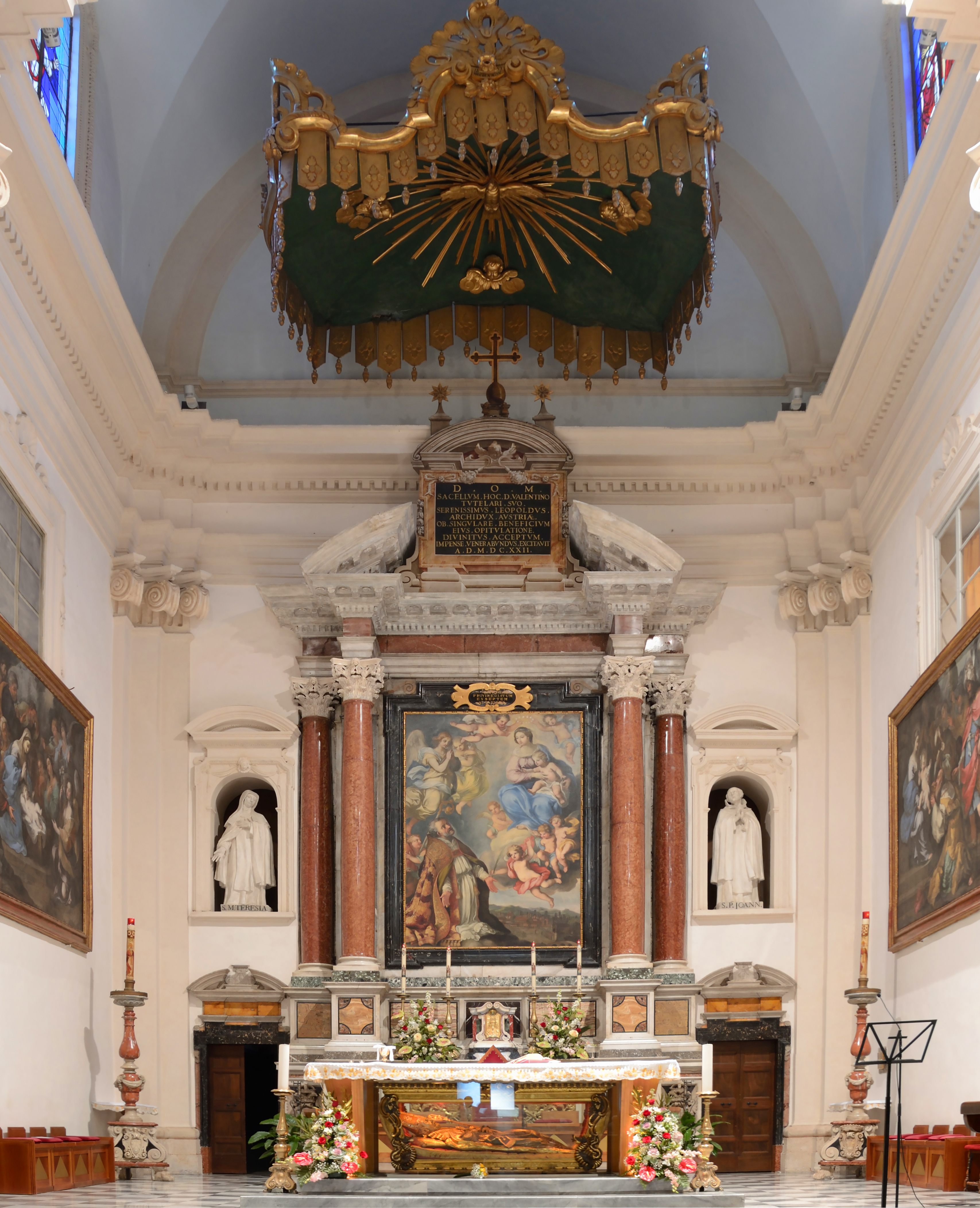
正祭台

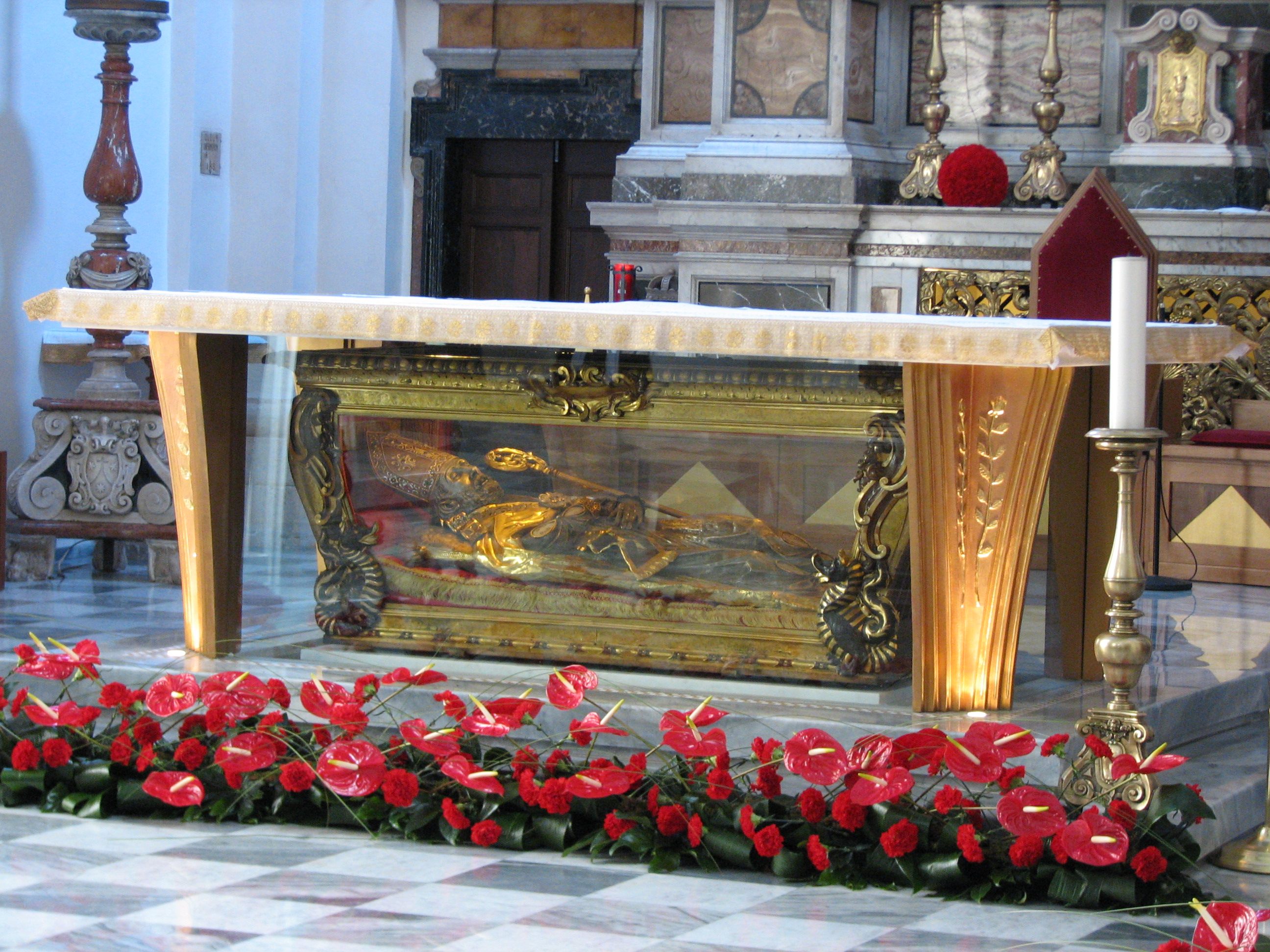
圣华楞定祭坛

第一座建筑可以追溯到4世纪，位于殉道者圣华楞定墓地上方，靠近一个古老的早期基督教墓地。6世纪时该堂被哥特人摧毁，7世纪时分两个不同的阶段重建，第一阶段在625-632年，以及642-648年，当时该建筑由本笃会管理。
742年，伦巴第国王利乌特普兰德和教宗聖匝加在此进行历史性会面，地点是由国王选择。在会议上，利乌特普兰德向罗马教会捐赠了几个城市，包括苏特里。
目前的建筑可以追溯到17世纪，当时在教宗保禄五世的领导下，在第一座教堂所在的地方成功地找到圣人的圣髑。新的长方形教堂于1618年完工，当时存放在特尔尼主教座堂的圣华楞定圣髑移到了那里。1626年，利奧波德五世大公访问此处，出资建造一座新的大理石正祭台，于1632年完工。正祭台后面是咏经席，有圣华楞定祭坛，建在圣人墓的正上方，祭坛的中心是一幅17世纪的纪念圣人殉难的画作。

## 艺术
- 祭坛画《圣弥额尔总领天使》，由朱塞佩·切萨里绘制。
- 祭坛画《圣母与圣婴、若瑟和圣德肋撒》，卢卡斯·德拉·海耶绘制。
- 地下墓穴的祭坛。